# Ribeirão (kommun)
Ribeirão är en kommun i Brasilien.   Den ligger i delstaten Pernambuco, i den östra delen av landet, 1 600 km nordost om huvudstaden Brasília. Antalet invånare är 44 445.
Följande samhällen finns i Ribeirão:
- Ribeirão

Omgivningarna runt Ribeirão är en mosaik av jordbruksmark och naturlig växtlighet. Runt Ribeirão är det ganska tätbefolkat, med 222 invånare per kvadratkilometer.